# 1,4,8,11-四氮杂环十四烷

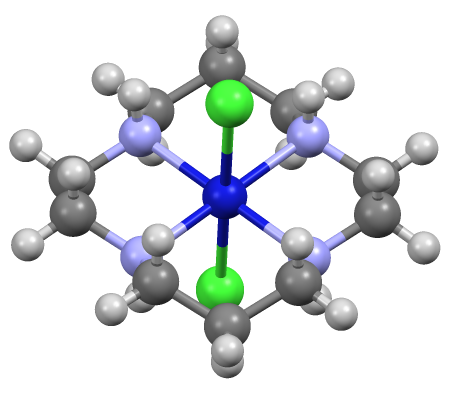
trans-Ni(cyclam)Cl_{2}的一种异构体的结构

1,4,8,11-四氮杂环十四烷是一种有机化合物，化学式 (NHCH2CH2NHCH2CH2CH2)2。它是一种氮杂冠醚，外观为可溶于水的白色固体。作为一种大环配体，它与许多过渡金属阳离子强烈结合。这种化合物的首次制备是通过1,3-二溴丙烷和乙二胺的反应而成的。

1,4,8,11-四氮杂环十四烷有四个仲胺。因此，它的配合物有多种非对映异构体，具体取决于 N-H 中心的相对取向。1,4,8,11-四氮杂环十四烷的配合物具有交替的五元和六元螯合环。紧密相关的配体1,4,7,10-四氮杂环十二烷 ((CH2CH2NH)4) 只会形成 C2N2M 五元螯合环，并且不倾向于形成平面正方形的配合物。

## N-烷基衍生物
金属的1,4,8,11-四氮杂环十四烷配合物易被氧化降解，这是由仲胺的去质子化引发的。这一缺陷导致了1,4,8,11-四氮杂环十四烷衍生物的发展，其中NH基团被叔胺取代。例如，1,4,8,11-四氮杂环十四烷的四甲基衍生物可以很容易地通过使用甲醛和甲酸的甲基化来制备。这些1,4,8,11-四氮杂环十四烷的抗氧化衍生物使许多双氧配合物成为可能。

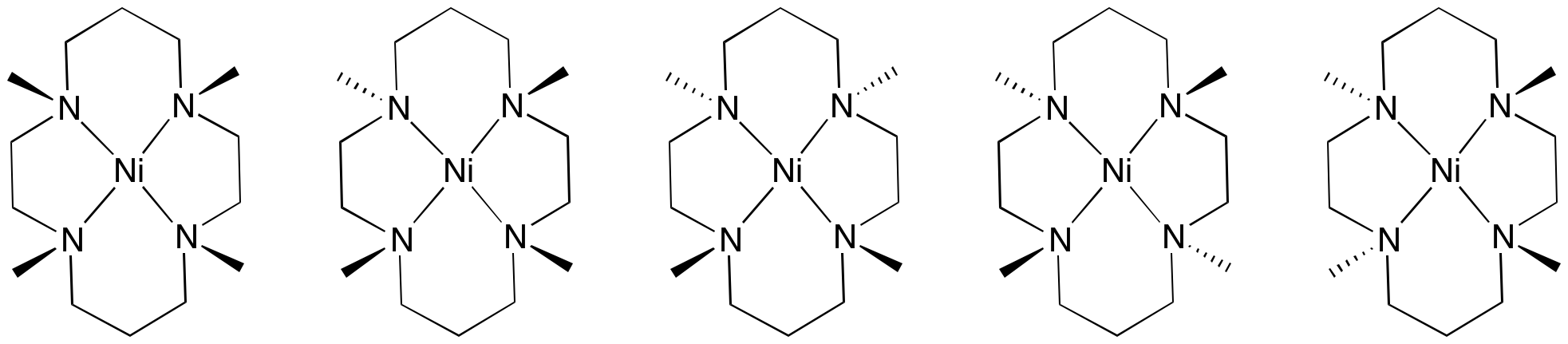
1,4,8,11-四氮杂环十四烷衍生物配合物的异构体